# Стъкларска фабрика „Иван Д. Генев“
Стъкларска фабрика „Иван Д. Генев“ е фабрика за производство на плоско стъкло в Габрово.
Създадена е през 1939 г. като работилница за преработка на плоско стъкло, намираща се на ул. „Николаевска“ в Габрово. Едновременно с това има и дюкян за продажба на продукцията си и за извършване на услуги на гражданите като поставяне на стъкла – остъкляване на мебели и други като еднолична фирма.
През 1943 г. използвайки военната обстановка, от малка работилница собственикът Иван Д. Генев успява да създаде Индустриално еднолично предприятие намиращо се в кв. „Дядо Дянко“ в Габрово. В него произвежда същата продукция, извършва преработка на плоско стъкло, но в много по-голям обем, наема и допълнително около 30 – 35 работници. При изселването на евреите, Иван Д. Генев се сдобива с капитал от тях и успява да замине за Германия, където сключва сделка и внася в България около 100 вагона със стъкла за прозорци, които разпределя още от пристанище Лом из цялата страна. От пребиваването си в Германия, Иван Д. Генев успява да внесе и машините за преработката на стъклата и за мебели. Така преуспява значително за да създаде за тогавашното време едно солидно и издържано за отрасъла си предприятие. Вследствие на добрите печалби които има разширява дейността на предприятието, като внася нови машини за производство на куха стъклария. Започва производството на бакалски шишета, шишета за одеколони и други, за която е построена пещ за топене на стъкло. Начело на предприятието е Иван Д. Генев, който се ползва с всички права да ръководи предприятието – сключва сделки, ръководи предприятието и други.
Предприятието е национализирано на 23 декември 1947 г.
Архивът му се съхранява във фонд 269К в Държавен архив – Габрово. Той се състои от 11 архивни единици от периода 1939 до 1994 г.